# ラケット

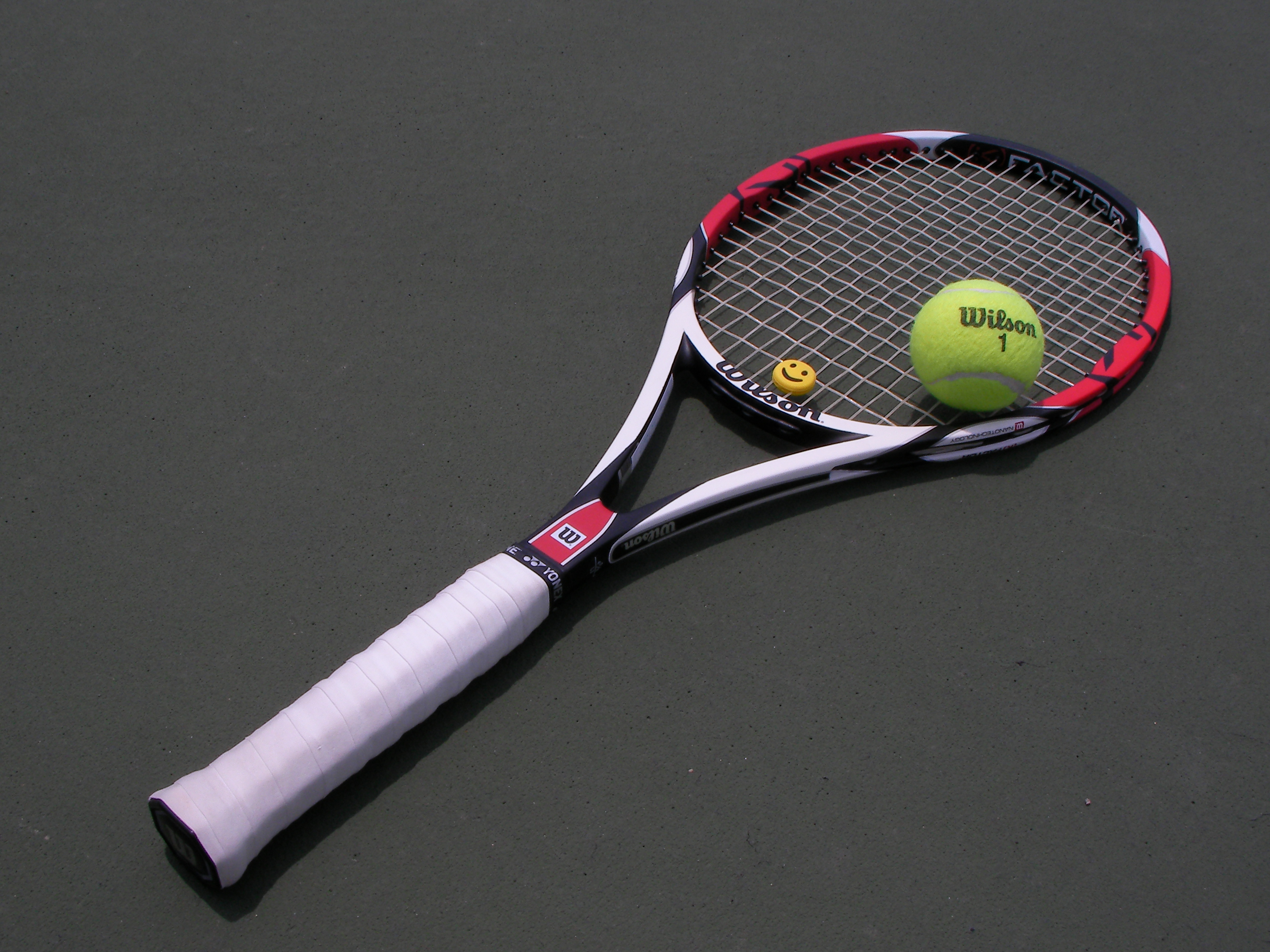
テニスのラケットとボール

ラケット（racket）は、球技で使用するボールやシャトルを打つために使用するスポーツ用具。

## 概要
ほとんどのものは、円形に近いボールを打つ部分（ヘッド）と、握るための柄（シャフト）から構成され、ヘッドとシャフトの間の繋ぎ目部分をスロート、シャフトの握り部分をグリップと呼ぶ。ボールを打つ部分はフェイスと呼ばれる。
セバスティアン・デ・コバルビアス・オロスコの「コバルビアス宝典」（1611年）ではヘブライ語が起源ではないかとしている。当時のスポーツは、素手、パラ（木製の長い用具）、ラケットの使用が一般的だったとされている。
ラケット類似のスポーツ用具にパドル（paddle）があるが舟の櫂を意味する。卓球のラケットは英語圏ではパドル（paddle）と呼ばれることがある。国際卓球連盟(ITTF)はracketとしている。板状の小型のラケット（パドル）を使うスポーツにパドルテニスがある。高齢者向けスポーツである『テニスバット』では、卓球のラケットを大型にしたような板状のものを使う。
テニスやバドミントンなどで使用されるラケットでは、楕円形の輪型の枠にガット（ストリングス）といわれる紐が格子状に張り巡らされており、この部分でボールを打つ。伝統的には木材によって作られていたが、現在はチタンなどの軽合金や、カーボン、セラミックなどの素材によって作られている。ちなみにガットは牛の腸から作られているものが多い(カットグット)。これが反発力を高めると言われている。かつてソフトテニスでは鯨の筋を使用していた。現代のガットは湿気に強いポリエステルやナイロンなど化学繊維が主流である。
現代のテニス用ラケットでは重量や強度のほかにテニス肘への対策として「打撃時の衝撃を手首に伝わり難くする」「スイートエリアを拡大する」など機能面の改良が行われている。

## 競技別のラケット
- テニスで使用されるラケットについては『テニスラケット』『テニス#ラケット』を参照。
- ソフトテニスで使用されるラケットについては『ソフトテニス#ラケット』を参照。
- バドミントンで使用されるラケットについては『バドミントン#ラケット』を参照。
- 卓球で使用されるラケットは『卓球#ラケット』を参照。